# 栗陸氏
栗陸氏（りつりくし、拼音: lìliù shì）は、古国時代に中華を治めたとされる伝説上の氏族の1つである。灌漑の祖であるとされ、宋代の偽書とされる『古三墳』では水竜の位を与えられたとされる。

## 概要
栗邑を根拠としたとされる。灌漑を発明した事から、明代にも栗王（=栗陸氏）の祠が祀られていた事が分かっている。また栗陸氏の栗という字は果実が由来とされ、薬などを用いていたとされる。伏安は30年、起望は25年、河圭は69年間にわたって治めたとされる。全員が女性であったとされる。また滅亡時に帝王が残虐だったからとする伝説があるが、判然としない。

## その後
その後は穀物栽培を行っていたが、やがて西や南に遷ったとされる。西に遷った者は栗戈国を建てた。清水が流れるブドウ酒の産地であったとされる。また、秦・趙のルーツである嬴姓の祖となったともされる。一方で南に遷った者はリス族の祖先となり、栗邑に残った者は範国を建てた。これは殷代には栗国となったが、西周時代には宋国の領有となったとされる。

## 注